# L'uomo a metà
L'uomo a metà è il diciottesimo album in studio di Enzo Jannacci: è dedicato alla memoria di Giorgio Gaber, scomparso appena prima la sua pubblicazione.

## Tracce
Testi e musiche di Enzo Jannacci (eccetto dove indicato).
1. L'uomo a metà
2. Il sottotenente
3. È stato tutto inutile
4. Maria
5. Gino
6. Niente domande
7. Lungomare
8. Il pesciolone (testo: Enzo Jannacci, Paolo Jannacci, Giorgio Savoia – musica: Enzo Jannacci)
9. Gente d'altri tempi
10. Una vita difficile
11. Lungometraggio
12. Una storia
13. Arrivederci (testo: Giorgio Calabrese – musica: Umberto Bindi)

## Formazione
- Enzo Jannacci – voce, pianoforte
- Paolo Jannacci – kazoo, fisarmonica, organo Hammond, pianoforte
- Rocco Tanica - tastiera elettronica
- Alfredo Golino – batteria, percussioni
- Giorgio Cocilovo – chitarra acustica, chitarra elettrica, banjo
- Riccardo Fioravanti – basso, contrabbasso
- Ubaldo Ponzio – contrabbasso
- Alice Bisanti – viola
- Luca Trolese – viola
- Edoardo De Angelis – violino
- Paolo Costanzo – violino
- Saule Kiliate – violino
- Stefano Tedesi – violino
- Marco Lombardo – violoncello
- Mauro Pagani – violino, flauto, mandolino
- Daniele Moretto – tromba, corno francese
- Marco Brioschi – tromba, flicorno
- Gianni Bedori – sassofono tenore
- Davide Borgonovi – tuba
- Piccolo Coro delle Officine Meccaniche – cori

## Curiosità
- Gli arrangiamenti dell'album sono stati in parte curati da Mauro Pagani.
- Arrivederci è una commossa dedica a Umberto Bindi.